# ميخائيل ن. هال
ميخائيل ن. هال (بالإنجليزية: Michael N. Hall)‏ هو أستاذ جامعي سويسري وأمريكي، ولد في 12 يونيو 1953 في بورتوريكو في الولايات المتحدة.